# Aquiles Serdán, Chinampa de Gorostiza
Aquiles Serdán är en ort i Mexiko.   Den ligger i kommunen Chinampa de Gorostiza och delstaten Veracruz, i den sydöstra delen av landet, 260 km nordost om huvudstaden Mexico City. Aquiles Serdán ligger 55 meter över havet och antalet invånare är 357.
Terrängen runt Aquiles Serdán är platt österut, men västerut är den kuperad. Runt Aquiles Serdán är det ganska tätbefolkat, med 179 invånare per kvadratkilometer. Närmaste större samhälle är Naranjos, 1,2 km öster om Aquiles Serdán. Trakten runt Aquiles Serdán består till största delen av jordbruksmark.